# Aspitates labradoriata
Aspitates labradoriata là một loài bướm đêm trong họ Geometridae.